# De Havilland
de Havilland Aircraft Company («Де Хэ́вилленд») — британская авиастроительная компания, существовавшая с 1920 по 1964 год. Основана Джеффри Де Хэвилендом после того как компания Airco, в которой он работал главным конструктором, была продана BSA. За годы существования компания произвела широкий ассортимент авиационной техники как гражданского, так и военного назначения. К числу примечательных моделей можно отнести знаменитый тяжёлый истребитель Mosquito и первый в мире коммерческий реактивный авиалайнер — Comet.

## История
Поначалу компания размещалась на аэродроме «Стаг Лэйн» в Эджворе вблизи Лондона, однако позднее переехала на аэродром «Хэтфилд» в городе Хатфилде, графство Хартфордшир.

## Продукция
истребители
- Mosquito
- Hornet
- Vampire
- Venom
- Sea Vixen

ракетное оружие
- «Файрстрик» (Firestreak), ракета класса «воздух-воздух» первого поколения с ИКГСН).